# Секса не будет!!!
«Секса не будет!!!» (англ. Blockers) — американский фильм 2018 года, снятый Кей Кэннон (её режиссёрский дебют) по сценарию Брайана и Джима Кехо. Звёзды фильма Лесли Манн, Айк Баринхольц и Джон Сина играют роли родителей, которые пытаются помешать своим дочерям потерять девственность в выпускной вечер.
Премьера фильма состоялась на 10 марта 2018 года на кинофестивале South by Southwest. Он был выпущен в Соединённых Штатах 6 апреля 2018 года компанией Universal Pictures, собрал 93 миллиона долларов по всему миру и получил в целом положительные отзывы от критиков.

## Сюжет
Мать-одиночка Лиза Декер впервые оставляет свою маленькую дочь Джули в детском саду. Она наблюдает, как Джули знакомится с двумя другими девочками, Кайла и Сэм. Отец Кайлы Митчелл и отец Сэм Хантер знакомятся и становятся близкими друзьями, увидев связь между своими детьми.
Двенадцать лет спустя Джули делится с Кайлой и Сэм, что планирует потерять девственность со своим парнем Остином на выпускном вечере. Кайла обязуется сделать то же самое, со своим партнёром по лаборатории, Коннором. Сэм, (скрывая, что лесбиянка), присоединяется к договору, чтобы укрепить связь с двумя своими лучшими подругами. Она идет на выпускной с непопулярным Чадом.
Лиза устраивает пре-пати для родителей и детей. Затем девушки отправляются на выпускной бал и пишут друг другу сообщения о своем сексуальном соглашении. Трое родителей слышат ноутбук Джули и читают сообщение. Хантер расшифровывает смысл их смайликов, и они узнают план девочек. Лиза и Митчелл спешат остановить своих дочерей, но Хантер пытается воспрепятствовать им. Хантер подозревает, что Сэм лесбиянка, увидев на первой вечеринке, как она заставляет себя поцеловать Чада. Желая защитить Сэм от того, что она не хочет делать, он присоединяется к Лизе и Митчеллу.
Узнав, что вечеринка будет в доме Остина, родители отправляются туда. Вместо этого они обнаруживают, что родители Остина Рон и Кэти занимаются сексуальными играми. После некоторых неловких моментов Рон сообщает, что вечеринка проходит в домике у озера, но отказывается назвать адрес. Трио понимает, что это может знать жена Митчелла Марси, и возвращается в его дом. Вопреки желанию Марси, которая защищает права своей дочери, они получают адрес.
Когда они следуют за девочками от вечеринки к вечеринке, становится ясно, что у каждого родителя есть своя мотивация. Митчелл чрезмерно опекает и отрицает взросление своей дочери. Хантер чувствует себя виноватым за пренебрежение Сэм во время его горькой разлуки с её матерью, которая ему изменяла. Лиза изо всех сил пытается быть ближе со своим единственным ребёнком, и её оскорбляют планы Джули уехать в далекий Калифорнийский университет.
Зная, что Остин и Рон переписываются, родители возвращаются в дом Рона, намереваясь забрать его телефон. После того, как пара устаривает секс-игру с завязанными глазами, Митчелл хватает телефон, и видит сообщение, о том, что девушки находятся в отеле.
В отеле пьяная Сэм ложится спать с Чадом, но решает, что она не хочет заниматься сексом, хотя и мастурбирует ему. Кайли и Коннор уходят вместе, но она также меняет свое мнение, осознав свое легкомысленное отношение к своей девственности, и они ограничиваются тем, что Коннор, делает ей куннилингус.
Когда Митч находит Кайли с Коннором, она сначала приходит в ярость, но в конечном итоге успокаивается добрыми намерениями парня. Хантер находит Сэм, он тронут тем, когда она говорит, что пожелание спокойной ночи было лучшим, что он мог дать ей в обмен на его пренебрежение. После этого Сэм признается в ориентации своему отцу, который глубоко тронут тем, что стал первым, кому она сказала. Лиза пробирается в комнату Джули и Остина и, понимая, что они любят друг друга, незаметно ускользает, оставляя их наедине.
Трое взрослых признают, что их дружба укрепилась. Их дочери тоже стали ближе, Сэм признается им в своей ориентации, Джули и Кайли поддерживают её решение. Они оставляют Сэм со своей любовью, Анжеликой, после чего девушки романтично целуются.
Три месяца спустя Сэм и Кайла едут с Джули в Калифорнию. Когда они уезжают, Лиза начинает получать групповые сообщения девочек, наполненные планами употребления наркотиков и незащищенного секса. Когда три родителя бегут к машине, девочки пишут, что это была розыгрыш, и напоследок пишут родителям: «Я люблю тебя».
Во время титров Митчелл и Марси играют в секс-игру с завязанными глазами, за этим процессом их обнаруживает потрясенная Кайли.

## В ролях
- Лесли Манн — Лиза Декер, мать-одиночка Джули.
- Айк Баринхольц — Хантер, отец Сэм, самовлюблён, изменял своей жене, что привело к разводу.
- Джон Сина — Митчелл Маннес, чрезмерно опекающий, эмоциональный и спортивный отец Кайлы.
- Кэтрин Ньютон — Джули Декер, дочь Лизы, девушка Остина.
  - Амелия Освальд и Одри Кассон в роли 12-летней Джулии
  - Аннистон Алмонд в роли 5-летней Джулии
  - Обри МакГвайр в роли юной Джули
- Джеральдин Висванатан — Кайла Маннес, дочь Митчелла и Марси.
  - Анджал Джайн в роли 12-летней Кайлы
  - Нур Анна Махер в роли 5-летней Кайлы
- Гидеон Адлон — Сэм, дочь Хантера и Бренды.
  - Ханна Горген в роли 5-летней Сэм
- Грэм Филлипс — Остин, парень Джули.
- Майлз Роббинс — Коннор Олдрич, парень Кайлы на выпускном, наркоман.
- Джимми Беллингер — Чад, парень Сэм на выпускном.
- Джун Диана Рафаэль — Бренда, мать Сэм, бывшая жена Хантера.
- Джейк — Кайлер Монтейро.
- Ганнибал Барисс — Фрэнк, отчим Сэм.
- Сараю Блю — Марси Маннес, жена Митчелла и мать Кайлы.
- Гари Коул — Рон, муж Кэти, отец Остина.
- Колтон Данн — Руди, водитель лимузина.
- Джина Гершон — Кэти, жена Рона, мать Остина.
- Рамона Янг — Анжелика, любовный интерес Сэм.
- ТС Картер — Джейден

## Производство
Киносъёмка фильма началась 2 мая 2017 года в Атланте, штат Джорджия.
В саундтреке  было использовано несколько песен исполнительницы  Хейли Стейнфельд.